# RUBIN-systemet
RUBIN-systemet (RUtin för Biologiska INventeringar) var ursprungligen ett paket med rutiner för biologiska inventeringar vid Umeå universitets fältstation vid Rickleån utvecklat 1967-1969. En väderleksdatabas fanns redan. Rutinerna byggdes upp av Lars Österdahl först i Umeå och vidareutvecklades sedan av honom först på Naturvårdsverket och från omkring 1974 på Naturhistoriska riksmuseet då systemet kom att omfatta även katalogisering av zoologiska och botaniska samlingar (där museiexemplaren behandlades som beläggexemplar).
Tanken med RUBIN-systemet var att kunna blanda och återanvända information från olika inventeringar och samlingar för forskning, miljövård och samhällsbyggnad. Även koder för fysikaliska parametrar tillkom. Användare förutom Umeå universitet, Naturvårdsverket och Naturhistoriska riksmuseet var bland annat landsting, länsstyrelser, föreningar och enskilda forskare.
Tid angavs som år, vecka, dag och klockslag för när individen dog eller plockades ut ur populationen – i de gamla samlingarna kunde uppgiven tid lika gärna vara donationsdatum. Vecka ansågs som ett bättre intervall än månad för biologiska förändringar (dessutom vann man en position på hålkortet) Plats angavs som nation, landskap eller socken (för Sverige - som hade stabila gränser i motsats till län och kommun som ofta förändrades) samt koordinater (för Sverige Rikets nät). Arter, alltså växter och djur, fick en mnemoteknisk kod baserat på vetenskapligt namn (ibland populärnamn) samt namnet på den kodlista där koden fanns. Koderna var kopplade till ett dolt nummersystem som höll reda på taxonomisk ordning och synonymer samt kontrollerade att alla koder var unika. Alla viktiga insamlare hade en unik kod. Samma kod gällde även för vem som ansvarade för att artbestämningen var korrekt. Minsta närbelägna plats på kartan angavs i klartext som kontroll av koordinaterna. Speciella koder användes även för kön, eventuella beläggexemplar och var de förvarades, metod, dödsorsak med mera.
Eftersom datorgjorda kartor över Sverige ännu inte existerade digitaliserade Biodata kuster och gränser för att kunna göra utbredningskartor.
Produktionen av kodlistor kom att efterhand initieras och bekostas av Nordiska Ministerrådet. Denna verksamhet avknoppades som egen enhet inom Riksmuseet och fick namnet Nordiska Kodcentralen.